# Andreas Gorbach
Andreas Gorbach (* 25. Mai 1975 in Ostfildern-Ruit) ist ein deutscher Ingenieur und Manager im Nutzfahrzeug-Segment. Seit Dezember 2021 ist er Mitglied des Vorstands der Daimler Truck AG und dort für die Entwicklung zuständig.

## Werdegang
Nach der Allgemeinen Hochschulreife im Jahr 1994 studierte Gorbach von 1994 bis 1999 Verfahrenstechnik an der Universität Stuttgart. Von 1998 bis 1999 absolvierte er das Master Programm System Dynamics and Control der Universität Wisconsin-Madison. Im  Jahr 2005 wurde er zum Doktor der Verfahrenstechnik von der Universität Stuttgart promoviert. 2005 begann Andreas Gorbach seine berufliche Laufbahn als Testingenieur für Abgasnachbehandlungssysteme in der damaligen DaimlerChrysler AG. Darauf folgten Stationen in der Antriebsstrangentwicklung, als Bereichsleiter Powertrain bis hin zur Leitung des Wasserstoff-JointVentures mit Volvo Trucks, der Cellcentric GmbH. Er ist Mitglied des Nationalen Wasserstoffrats.